# 1636 Porter
1636 Porter è un asteroide della fascia principale del diametro medio di circa 9,22 km. Scoperto nel 1950, presenta un'orbita caratterizzata da un semiasse maggiore pari a 2,2343132 UA e da un'eccentricità di 0,1280187, inclinata di 4,43352° rispetto all'eclittica.
L'asteroide è dedicato agli astronomi statunitensi Jermain Gildersleeve Porter e John Guy Porter.